# اوژان
اوژان (به لاتین: Uozhan) یک منطقهٔ مسکونی در روسیه است که در جمهوری آلتای واقع شده‌است.